# Kennedy Compound
Als Kennedy Compound sind insgesamt drei Gebäude auf einem rund 2,4 Hektar großen Grundstück in Hyannis Port im Bundesstaat Massachusetts der Vereinigten Staaten im National Register of Historic Places eingetragen. Der Gebäudekomplex befindet sich unmittelbar an der Küste von Cape Cod am Nantucket Sound und wurde nach seinen Eigentümern, der Familie Kennedy, benannt. Er ist als National Historic Landmark anerkannt und zugleich Contributing Property zum Hyannis Port Historic District.

## Historische Bedeutung
Die drei Gebäude wurden von Joseph P. Kennedy, Robert F. Kennedy und John F. Kennedy als Ferien- bzw. Freizeitdomizil genutzt. Das Haus von Joseph P. Kennedy ist das größte davon, gefolgt vom Haus von Robert F. Kennedy. John F. Kennedy nutzte sein Haus am Cape Cod 1960 als Basis für seine Wahlkampagne und 1961 als sein Summer White House. Aufgrund der dort nur schwer zu gewährleistenden Sicherheit wechselte er in den Jahren darauf allerdings im Sommer zum nahegelegenen Squaw Island.

## Bewohnung
Ab 2019 bewohnte Ethel Kennedy (geb. Skakel), die Witwe des ehemaligen US-Senators Robert F. Kennedy, die Anlage des Kennedy Compound. Im gleichen Jahr starb dort Saoirse Kennedy Hill, die Enkelin der beiden und Tochter von Mary Courtney Kennedy, im Alter von 22 Jahren an einer Überdosis.